# Rubén Alfonso Ramírez
Rubén Alfonso Ramírez Enríquez (Chicacao, Suchitepéquez; 4 de marzo de 1936-Ciudad de Guatemala, 11 de febrero de 2021) fue un maestro, periodista, músico, escritor, político y presentador de televisión guatemalteco que condujo el programa «Mentes Sanas» desde 1973 hasta el año 2020 debido a la pandemia del COVID-19, donde se tuvo que hacer una pausa al programa, sin saber que era para siempre.
Fue  Ministro de Educación de Guatemala durante la presidencia de Alejandro Maldonado.

## Biografía
| «¡Así se contesta!». —Rubén Alfonso Ramírez |

Ramírez nació en Chicacao, Suchitepéquez, el 4 de marzo de 1936. Su padre fue el músico y periodista Rubén Ramírez Corzo y su madre Berta Enríquez de Ramírez.
Su carrera docente inició en la Escuela Tipo Federación de la zona 12 de la ciudad de Guatemala —fundada por Juan José Arévalo—. Se graduó como maestro de Educación Primaria Urbana en la Escuela Normal Central para Varones. También obtuvo el título de Andragogo —especialista en educación para adultos— en el Instituto Pedagógico de Caracas.
Ramírez se hizo famoso en parte por su frase «¡Así se contesta!», dicha cada vez que un estudiante contestaba correctamente a una pregunta en su programa Mentes Sanas. Este arrancó en 1973, y se transmite intensivamente todos los sábados en canales nacionales de televisión guatemalteca, y tres escuelas llevan su nombre por su destacada labor de pedagogo.
También es cantante y ha grabado seis discos con temas románticos e infantiles. Además ha escrito varios himnos, entre ellos uno al Instituto Central Para Señoritas Centro América -INCA-, así como al colegio que dirige, el colegio Mentes Sanas.
Ramírez ha recibido docenas de homenajes. Entre ellos sobresale la Orden Francisco Marroquín, recibido en 2002 como máximo galardón que el Gobierno de la República de Guatemala entrega cada 25 de junio, en el Día del Maestro. La Fundación Mariano y Rafael Castillo Córdova le entregó también una plaqueta de reconocimiento, entre otras instituciones que también lo han premiado. También con la Orden Juan José Arévalo Bermejo. Fue candidato a la vicepresidencia de Guatemala en el 2003 por el Partido de Avanzada Nacional.
También ha publicado 13 de libros educativos aproximadamente y trabajó durante 28 años como periodista en Prensa Libre. También fue presidente de la Asociación de Periodistas de Guatemala del año 1999 al 2000. Fungió como Ministro de Educación de Guatemala, durante la presidencia de Alejandro Maldonado Aguirre desde el 17 de septiembre de 2015 hasta el 14 de enero de 2016.

## Filmografía

### Televisión
| Año       | Título       | Ref(s) |
| --------- | ------------ | ------ |
| 1973-2020 | Mentes Sanas | [ 3 ]  |

| Predecesor: Eligio Sic | Ministro de Educación 17 de septiembre de 2015 - 14 de enero de 2016 | Sucesor: Óscar Hugo López |